# سیارک ۴۳۸۸۹
سیارک ۴۳۸۸۹ (به انگلیسی: 43889 Osawatakaomi، نامگذاری:1995QH) چهل و سه هزار و هشتصد و هشتاد و نهمین سیارک کشف شده‌است که در ۱۷ اوت ۱۹۹۵ کشف شد.